# Oriopsis anneae
Oriopsis anneae är en ringmaskart som beskrevs av Rouse 1994. Oriopsis anneae ingår i släktet Oriopsis och familjen Sabellidae.
Artens utbredningsområde är Mexikanska golfen. Inga underarter finns listade i Catalogue of Life.